# Auriscalpiaceae
Auriscalpiaceae là một họ nấm trong bộ Russulales. Chúng rất giống với các loài khác trong bộ Russulales, nó được phân biệt qua phát sinh loài phân tử, và bao gồm các đặc điểm vật lý không giống các loài khác như tooth fungus Auriscalpium và rãnh thường giống với Lentinellus. Họ này có 6 chi và 38 loài.